# Compton (Surrey)
Compton is een civil parish in het bestuurlijke gebied Guildford, in het Engelse graafschap Surrey.